# Атака на Грубешов
Атака на Грубешов (пол. Atak na Hrubieszów, укр. Грубешівська операція) — совместная военная операция Украинской повстанческой армии и польской подпольной организации Свобода и Независимость (WiN).

## Предыстория
Противостояние между украинскими и польскими националистами продолжалось в межвоенной Польше ещё с 1920-х годов, а с началом Второй мировой войны перешло в фазу вооружённой борьбы. Особенно жестокой она стала после «Волынской резни» — массового уничтожения мирного польского населения Волыни отрядами Украинской повстанческой армии и группами украинских крестьян из окружающих сёл.
С начала 1945 года различные подразделения УПА и Армии Крайовой, решив приостановить кровопролитие уже вели переговоры о сотрудничестве с целью борьбы против общего врага — коммунистических властей Польши и СССР. Первое известное перемирие было подписано 29 апреля 1945 года в селе Седлиско над Саном, оно распространялось на Жешувскую и Перемышльскую земли и продержалось до осени 1945-го. С формальной точки зрения 19 января 1945 Армия Крайова была распущена — приказом её последнего командующего Леопольда Окулицкого. Однако ряд командиров и солдат АК восприняли этот приказ как разрешение на начало самостоятельных боевых действий против СССР и нового коммунистического правительства Польши.
21 мая 1945 года в Руде-Ружанецкой представители Замойской АК и УПА при посредничестве католических и православных священников подписали соглашение, решив сотрудничать перед лицом общей угрозы со стороны польских коммунистов и советского НКВД. С польской стороны соглашение подписал комендант Замойского округа АК Мариан Голембиевский, а с украинской — уполномоченные Главным командованием УПА и Украинской главной освободительной радой Юрий Лопатинский, Сергей Мартынюк и Николай Винничук. Подготовительные переговоры со стороны УПА вёл референт Службы Безопасности ОУН(б) Евгений Штендера («Зоряный»). Территории деятельности были разграничены, и было решено обмениваться разведывательной информацией. Было проведено несколько совместных вооруженных операций. Целью были штаб-квартиры НКВД и польского МВД, а также, в частности, поезда и железнодорожные станции. 6 апреля подразделения УПА и АК провели первую совместную боевую акцию — захват станции узкоколейки в селе Вербковичи. Фактической целью операции был захват эшелона с украинскими переселенцами.
План атаки на Грубешов составил тогдашний командующий УПА в Польше, полковник Мирослав Онишкевич по кличке „Орест” в апреле 1946. Было решено, что на город нападут около 300 повстанцев из УПА и около 150 партизан из WiN во главе с Вацлавом Домбровским, командиром Грубешовского штаба WiN.

## Рейд
Нападение на город началось в 23 часа вечера 27 мая 1946 года. Согласно ранее составленным планам, партизаны взяли под контроль мосты и дороги, ведущие в Грубешов, а затем направились в центр, где находились их стратегические цели. Там бойцы WiN напали на штаб и тюрьму польского МВД, также атаковали местное отделение польской коммунистической партии. В тюрьме они освободили около двадцати заключенных и захватили секретные документы. После взятия офиса Польской Рабочей Партии, они убили там двух высокопоставленных коммунистических чиновников. 
В то же время УПА атаковали здание Комитета по переселению, однако, оно было сильно укреплено и укомплектовано опытными и хорошо вооруженными войсками НКВД, и атака застопорилась. Повстанцы применив гранатомёты Фаустпатрон, уничтожили часть здания, где был штаб, казарму и конюшню, а также часть гаража. Но здание захватить так и не удалось — подвели недостоверные сообщения разведки.
Операция продолжалась около полутора часов. На рассвете коммунистические силы были поддержаны подразделениями регулярной польской армии, которые были размещены в городе. Выстрел сигнальной ракеты был сигналом для отступления. В городе находилась небольшая военная группа советской армии, численностью около 40 человек с танкеткой. Они прибыла в город из Германии, возвращаясь в СССР. Танкетка вступила в бой с отступающей группой уповцев. В перестрелке погиб майор НКВД и трое его подчинённых.
WiN и УПА успешно отступили из города. Войска 5-го пехотного полка, дислоцированные в Грубешове, напрасно преследовали их. Одним из солдат, гнавшихся за ними, был  поручик Войцех Ярузельский, будущий лидер коммунистов Польши, объявивший военное положение в 1981 году.
Хотя чисто военных успехов нападение на Грубешов не принесло, однако оно дало сильный пропагандистский эффект, и на протяжении нескольких месяцев польские коммунистические и советские подразделения в этом регионе пребывали в режиме повышенной тревожности.

## Потери
Два уповца были убиты на улицах города, во время отступления погибло еще трое. WiN не понесла потери. По неофициальным данным, НКВД потеряло 10 человек убитыми, Польская милиция — 5 человек, также было убито два члена Польской рабочей партии.